# Cyrtandra aureotincta
Cyrtandra aureotincta är en tvåhjärtbladig växtart som beskrevs av Bramley och Cronk. Cyrtandra aureotincta ingår i släktet Cyrtandra och familjen Gesneriaceae. Inga underarter finns listade i Catalogue of Life.